# ASLwrite
ASLwrite é um sistema de escrita quirográfico desenvolvido para a American Sign Language (ASL), língua americana de sinais, por meio do si5s. Foi criado com base nos níveis gramaticais da língua descrita e apresenta uma ordenação ortográfica e padronizada que acompanha a língua inglesa (de maior contato com a ASL), em espécie de tradução formal em produtos digitais, placas ou documentos. Desenvolvida pelos linguistas Adrean Clark e Julia Dameron, esse sistema vigora desde 2011 na comunidade surda estadunidense.